# デレク・シェルトン
デレク・リー・シェルトン（Derek Lee Shelton, 1970年7月30日 - ）は、アメリカ合衆国イリノイ州カーボンデール出身のプロ野球監督、元プロ野球選手（捕手）。右投右打。2020年シーズンからMLBのピッツバーグ・パイレーツで監督を務める。

## 経歴

### 現役時代
1992年にニューヨーク・ヤンキースと契約してプロ入り。翌1993年まで同球団の傘下のマイナーでプレーしたが、故障のため2年で引退した。なお、当時のチームメイトにはデレク・ジーターやマリアノ・リベラらがいた。

### 引退後
引退後は1997年からヤンキースのマイナーコーチ、2000年から2002年までマイナー監督を歴任し、ロビンソン・カノや王建民らを育てた。
その後、2005年6月にはクリーブランド・インディアンスの打撃コーチとなり、2009年まで務めた。以降はタンパベイ・レイズの打撃コーチ（2010年 - 2016年）、トロント・ブルージェイズのクオリティ・コントロールコーチ（2017年）、ミネソタ・ツインズのベンチコーチ（2018年 - 2019年）を歴任した。
2019年11月27日、ピッツバーグ・パイレーツの第41代監督に就任した。
2025年5月8日、成績不振によって途中解任された。後任監督にはドン・ケリーが就任した。

## 詳細情報

### 年度別監督成績
| 2020     | PIT      | NL 中    | 50歳     | 60  | 19  | 41  | .317 | 5 / 5 |   |   |   |   |   |   |
| 2021     | PIT      | NL 中    | 51歳     | 162 | 61  | 101 | .377 | 5 / 5 |   |   |   |   |   |   |
| 2022     | PIT      | NL 中    | 52歳     | 162 | 62  | 100 | .383 | 5 / 5 |   |   |   |   |   |   |
| 2023     | PIT      | NL 中    | 53歳     | 162 | 76  | 86  | .469 | 4 / 5 |   |   |   |   |   |   |
| 2024     | PIT      | NL 中    | 54歳     | 162 | 76  | 86  | .469 | 5 / 5 |   |   |   |   |   |   |
| MLB：5年 | MLB：5年 | MLB：5年 | MLB：5年 | 708 | 294 | 414 | .415 | -     | - | - | - | - | - | - |

- 2024年度シーズン終了時

### 背番号
- 39（2006年 - 2008年）
- 9（2009年、2018年）
- 17（2010年 - 2016年、2020年 - ）
- 27（2017年）
- 8（2019年）